# Bahnstrecke Zábřeh na Moravě–Sobotín
| Kursbuchstrecke (SŽ): | 291                                        |                                                         |                                                         |
| Streckenlänge: | 21,885 km                                  |                                                         |                                                         |
| Spurweite: | 1435 mm (Normalspur)                       |                                                         |                                                         |
| Streckenklasse: | C4 (Zábřeh na Moravě–Šumperk)              |                                                         |                                                         |
| Stromsystem: | Zábřeh na Moravě–Petrov nad Desnou: 3 kV = |                                                         |                                                         |
| Streckengeschwindigkeit: | 100 km/h                                   |                                                         |                                                         |
| |                                            |                                                         |                                                         |
| \| \| \| von Olomouc (vorm. k.k. Nördliche Staatsbahn) \| \| \| \| 0,000 \| Zábřeh na Moravě früher Hohenstadt \| 280 m \| \| \| \| nach Česká Třebová (vorm. k.k. Nördliche Staatsbahn) \| \| \| \| \| Moravská Sázava \| \| \| \| 1,50 \| Zábřeh na Moravě zastávka \| 280 m \| \| \| 5,187 \| Postřelmov früher Großheilendorf \| 285 m \| \| \| \| Morava \| \| \| \| \| von Lichkov (vorm. MGB) \| \| \| \| 7,466 48,967 \| Bludov früher Blauda \| 290 m \| \| \| 45,70 \| Šumperk zastávka \| Šumperk zastávka \| \| \| \| vlečka Nova, PARS \| \| \| \| 43,800 12,633 \| Šumperk früher Mährisch Schönberg \| 315 m \| \| \| \| Desná \| \| \| \| \| nach Šternberk (vorm. MGB) \| \| \| \| \| Infrastrukturgrenze SŽDC/SART \| \| \| \| \| Vikýřovice u penzionu \| \| \| \| \| Vikýřovice früher Weikersdorf \| \| \| \| \| Vikýřovice-Lesní \| \| \| \| 18,487 \| Petrov nad Desnou früher Petersdorf \| 360 m \| \| \| \| nach Kouty nad Desnou (vorm. LB Petersdorf–Winkelsdorf) \| \| \| \| \| Petrov nad Desnou zastávka \| \| \| \| \| Merta \| \| \| \| 21,885 \| Sobotín früher Zöptau \| 405 m \| \| \| \| \| \| \| ehemals parallele Trassierung mit der Strecke Šternberk–Lichkov \| \| \| \| |                                            |                                                         |                                                         |
| Strecke |                                            | von Olomouc (vorm. k.k. Nördliche Staatsbahn)           | von Olomouc (vorm. k.k. Nördliche Staatsbahn)           |
| Bahnhof | 0,000                                      | Zábřeh na Moravě früher Hohenstadt                      | 280 m                                                   |
| Abzweig geradeaus und nach links |                                            | nach Česká Třebová (vorm. k.k. Nördliche Staatsbahn)    | nach Česká Třebová (vorm. k.k. Nördliche Staatsbahn)    |
| Brücke über Wasserlauf |                                            | Moravská Sázava                                         | Moravská Sázava                                         |
| Haltepunkt / Haltestelle | 1,50                                       | Zábřeh na Moravě zastávka                               | 280 m                                                   |
| Bahnhof | 5,187                                      | Postřelmov früher Großheilendorf                        | 285 m                                                   |
| Brücke über Wasserlauf |                                            | Morava                                                  | Morava                                                  |
| Abzweig geradeaus, nach links und von links |                                            | von Lichkov (vorm. MGB)                                 | von Lichkov (vorm. MGB)                                 |
| Bahnhof | 7,466 48,967                               | Bludov früher Blauda                                    | 290 m                                                   |
| Haltepunkt / Haltestelle | 45,70                                      | Šumperk zastávka                                        | Šumperk zastávka                                        |
| Abzweig geradeaus und von rechts |                                            | vlečka Nova, PARS                                       | vlečka Nova, PARS                                       |
| Bahnhof | 43,800 12,633                              | Šumperk früher Mährisch Schönberg                       | 315 m                                                   |
| Brücke über Wasserlauf |                                            | Desná                                                   | Desná                                                   |
| Abzweig geradeaus und nach rechts |                                            | nach Šternberk (vorm. MGB)                              | nach Šternberk (vorm. MGB)                              |
| Grenze |                                            | Infrastrukturgrenze SŽDC/SART                           | Infrastrukturgrenze SŽDC/SART                           |
| Haltepunkt / Haltestelle |                                            | Vikýřovice u penzionu                                   | Vikýřovice u penzionu                                   |
| Haltepunkt / Haltestelle |                                            | Vikýřovice früher Weikersdorf                           | Vikýřovice früher Weikersdorf                           |
| Haltepunkt / Haltestelle |                                            | Vikýřovice-Lesní                                        | Vikýřovice-Lesní                                        |
| Bahnhof | 18,487                                     | Petrov nad Desnou früher Petersdorf                     | 360 m                                                   |
| Abzweig geradeaus und nach links |                                            | nach Kouty nad Desnou (vorm. LB Petersdorf–Winkelsdorf) | nach Kouty nad Desnou (vorm. LB Petersdorf–Winkelsdorf) |
| Haltepunkt / Haltestelle |                                            | Petrov nad Desnou zastávka                              | Petrov nad Desnou zastávka                              |
| Brücke über Wasserlauf |                                            | Merta                                                   | Merta                                                   |
| Kopfbahnhof Streckenende | 21,885                                     | Sobotín früher Zöptau                                   | 405 m                                                   |
| |                                            |                                                         |                                                         |
| ehemals parallele Trassierung mit der Strecke Šternberk–Lichkov |                                            |                                                         |                                                         |

Die Bahnstrecke Zábřeh na Moravě–Sobotín ist eine regionale Eisenbahnverbindung in Tschechien, die ursprünglich durch die Firma der Gebrüder Klein errichtet und betrieben wurde. Sie verbindet Zábřeh na Moravě (Hohenstadt) über Šumperk (Mährisch Schönberg) mit der Ortschaft Sobotín (Zöptau) im Altvatergebirge.
Nach einem Erlass der tschechischen Regierung ist der Abschnitt Šumperk–Sobotín seit dem 20. Dezember 1995 als regionale Bahn („regionální dráha“) klassifiziert.

## Geschichte
Die Konzession zum „Bau und Betrieb einer Locomotiveisenbahn von Hohenstadt...über Mährisch Schönberg nach Zöptau zu den dortigen Eisenwerken“ wurde am 6. Dezember 1870 den Gebrüdern Klein, einer mährischen Industriellenfamilie erteilt. Teil der Konzession war die Verpflichtung, den Bau der konzessionierte Linie binnen drei Monaten zu beginnen und innerhalb von zwei Jahren fertigzustellen. Der Bau eines zweiten Gleises war nur für den Fall vorgesehen, „wenn der jährliche Rohertrag binnen zweier aufeinanderfolgender Jahre die Summe von 140.000 fl. in Silber pr. Meile überschreitet.“ Nach Ablauf von 30 Jahren war jederzeit die Übernahme in Staatsbesitz möglich.
Am 1. Oktober 1871 wurde die Strecke eröffnet. Den Betrieb führte die privilegierte Österreichisch-ungarische Staatseisenbahngesellschaft (StEG) auf Rechnung der Firma der Gebrüder Klein.
Am 1. Juni 1872 ging die Strecke in das Eigentum der k.k. privilegierten Mährischen Grenzbahn (MGB) über, die von nun an den Betrieb selbst ausführte. An der MGB war die Firma der Gebrüder Klein ebenfalls beteiligt. Die Hauptstrecke der Gesellschaft führte von Sternberg nach Lichtenau. Sie wurde zwischen Oktober 1873 und Januar 1874 abschnittsweise eröffnet. Zwischen Mährisch Schönberg und Blauda nutzte sie mit einem parallelen Gleis die Trasse der schon bestehenden Verbindung Hohenstadt–Zöptau.
Die parallele Streckenführung zwischen Blauda und Mährisch Schönberg wurde schon nach kurzer Zeit als unnötig betrachtet. Im Jahr 1876 wurde dort das Gleis der Strecke Hohenstadt–Zöptau abgebaut, das Gleis der später gebauten Strecke Sternberg–Lichtenau blieb erhalten. Bis heute ist das an der dort unterbrochenen Streckenkilometrierung sichtbar.
Den Betrieb führten ab 1. Januar 1893 die k.k. Staatsbahnen (kkStB). Die MGB wurde 1895 endgültig verstaatlicht, damit waren die kkStB nun auch Eigentümer der Infrastruktur. Nach dem Ersten Weltkrieg ging die Strecke an die neugegründeten Tschechoslowakischen Staatsbahnen (ČSD) über. Der Fahrplan von 1919 verzeichnete nur zwei durchgehende Reisezüge, weitere verkehrten auf Teilstrecken. Die kürzeste Fahrzeit über die 22 Kilometer lange Strecke betrug damals 65 Minuten.
Nach der Angliederung des Sudetenlandes an Deutschland am 1. Oktober 1938 kam die Strecke in Verwaltung der Deutschen Reichsbahn, Reichsbahndirektion Breslau. Im Reichskursbuch war die Verbindung in den Kursbuchstrecken 154t Mährisch Schönberg–Triebitz–Brüsau-Brünnlitz–Mährisch Crostau und 154q Mährisch Schönberg–Petersdorf a.d.T.–Winkelsdorf und Zöptau enthalten. Nach dem Ende des Zweiten Weltkriegs am 8. Mai 1945 kam die Strecke wieder zu den ČSD.
Am 1. Januar 1993 ging die Strecke im Zuge der Auflösung der Tschechoslowakei an die neu gegründete tschechische Staatsbahnorganisation České dráhy (ČD) über.

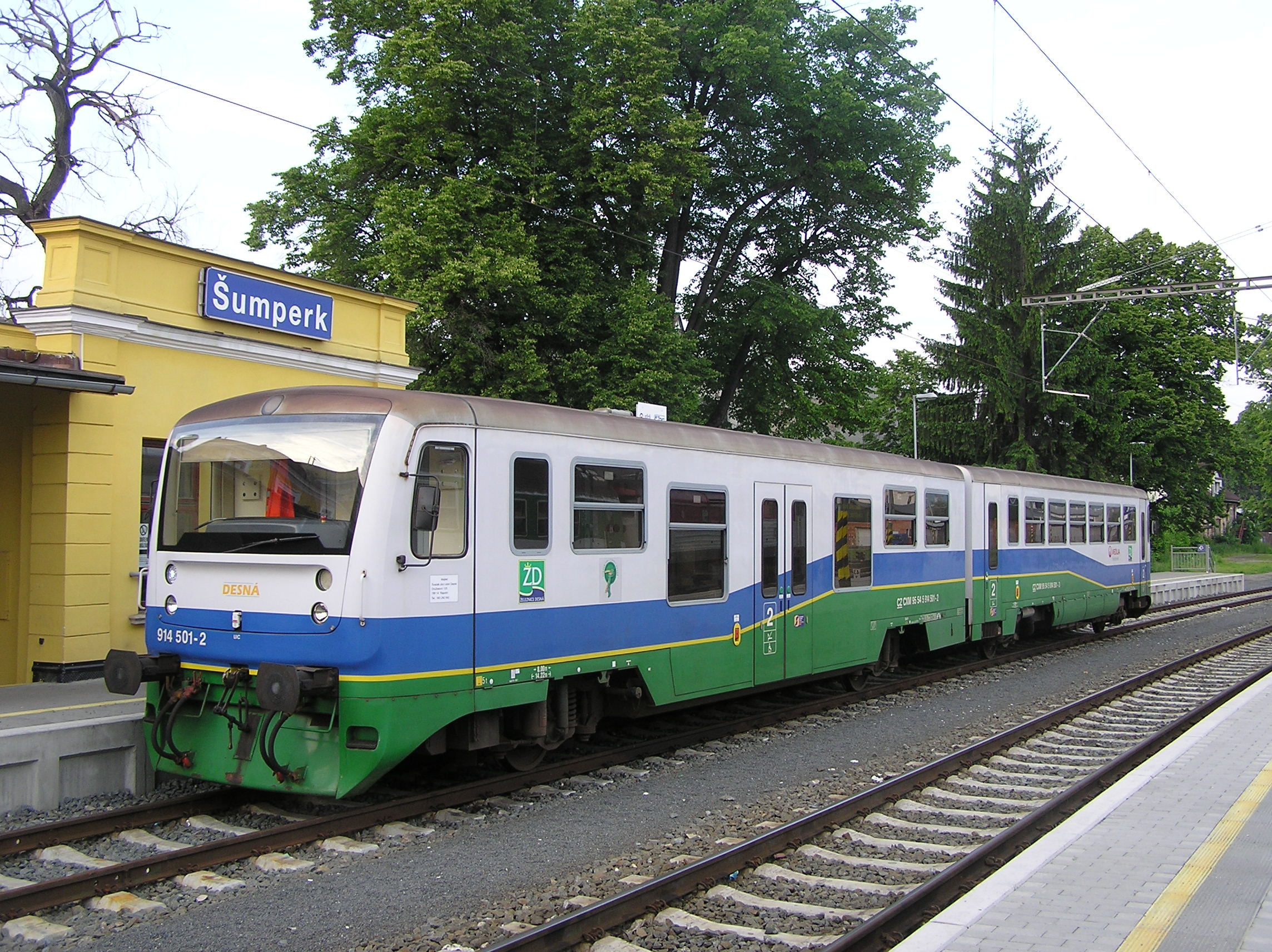
Zug der Železnice Desná in Šumperk (2010)

Insbesondere der obere Teil der Strecke zwischen Šumperk und Sobotín wurde am 7. Juli 1997 bei einem Hochwasser stark zerstört. Dieses Ereignis fiel in eine Zeit, als es in Tschechien ernsthafte Bestrebungen zur Reduzierung des Nebenstreckennetzes gab. In dieser Situation gründete sich am 16. Oktober 1997 auf Initiative des Bürgermeisters der Gemeinde Rapotín ein Gemeindeverband (Svazek obcí údolí Desné), der die Strecke zwischen Šumperk und Sobotín übernahm. Am 30. April 1998 ging sie unter dem Markennamen „Železnice Desná“ wieder in Betrieb. Die Betriebsführung übernahm zunächst die Firma Stavební obnova železnic, seit dem 1. Oktober 2002 ist Connex Morava (heute Arriva Morava) beauftragtes Eisenbahnverkehrsunternehmen im Personenverkehr. Den Güterverkehr übernahm am 1. Mai 2005 die ČD.
Für die Hauptbahn Zábřeh na Moravě–Šumperk ist der staatliche Infrastrukturbetreiber Správa železniční dopravní cesty (SŽDC) seit 1. Januar 2003 das Eisenbahninfrastrukturunternehmen.
Für die Železnice Desná hat die Firma SART – stavby a rekonstrukce a.s. im Jahr 2005 diese Aufgabe übernommen.

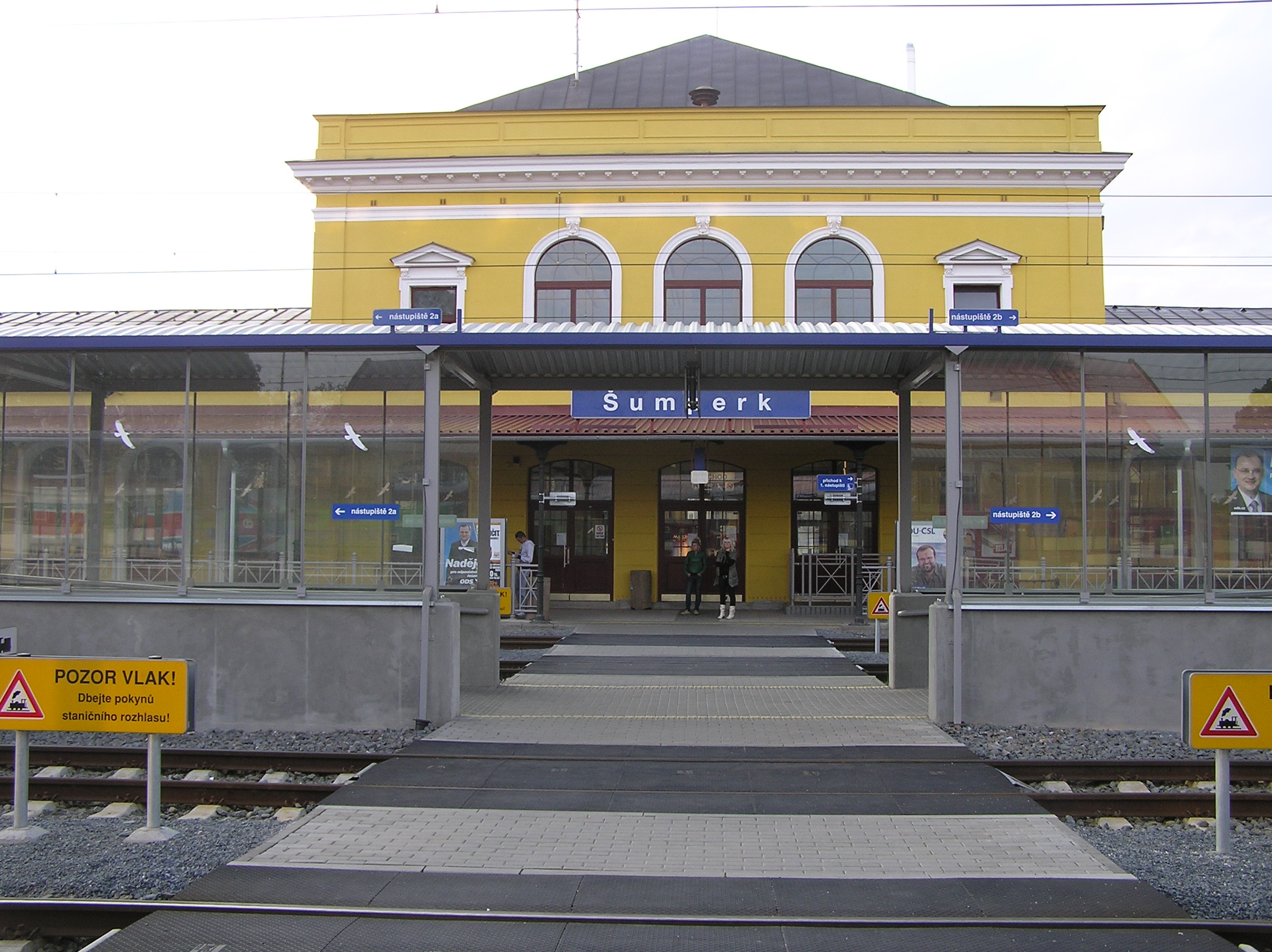
Erneuerte Bahnsteige in Šumperk (Mai 2010)

In den Jahren 2008 bis 2010 erfolgte durch die SŽDC eine umfassende Modernisierung der Strecke Zábřeh na Moravě–Šumperk. Neben der umfassenden Erneuerung aller Anlagen erhielt die Strecke auch eine Fahrleitung für den elektrischen Zugbetrieb. Die Arbeiten begannen offiziell am 1. Juni 2008. Das gesamte Projekt hatte einen Kostenrahmen von 1.755 Millionen Kronen, von denen 1.209 Millionen Kronen von der Europäischen Union finanziert wurden. Neben dem Neubau der Fahrleitungsanlagen wurden insgesamt 22.350 Meter Gleise komplett erneuert. Das neue Gleis ist für eine Streckengeschwindigkeit von 100 km/h und für Streckenklasse D4 (Achslast 22,5 Tonnen, Meterlast 8,0 Tonnen pro Meter) ausgelegt. Die Bahnhöfe Postřelmov, Bludov und Šumperk erhielten neue Bahnsteige in vereinheitlichter Höhe von 550 Millimetern über Schienenoberkante. Der elektrische Zugbetrieb wurde am 22. September 2009 aufgenommen, endgültig abgeschlossen wurde das Projekt am 3. Mai 2010.
Mit dem ab 10. Dezember 2009 gültigen Jahresfahrplan 2010 kam es zu einer umfassenden Neuordnung des Zugverkehrs auf der Strecke. Die wichtigste Neuerung ist die Wiedereinführung direkter Schnellzüge zwischen Brünn und Šumperk, die in einem angenäherten Zweistundentakt (mit Taktlücken) verkehren. Die bislang schon im Halbstundentakt verkehrenden Personenzüge zwischen Zábřeh na Moravě und Šumperk werden nunmehr zum Teil von und nach Nezamyslice und Přerov durchgebunden. Die Fahrplan der Železnice Desná verzeichnet werktags zwischen Šumperk und Sobotín insgesamt 14 Fahrtmöglichkeiten, die keinen festen Takt aufweisen. In Šumperk werden jeweils die Anschlüsse von und zu den Zügen der ČD gewährleistet.
Der Güterverkehr auf der gesamten Strecke wird von ČD Cargo abgewickelt.
Im Jahr 2013 gab der Gemeindeverband Svazek obcí údolí Desné die Elektrifizierung der Strecke von Šumperk bis Petrov nad Desnou (und weiter nach Kouty nad Desnou) bekannt. Die Arbeiten begannen am 18. Juni 2015 und sollten bis November 2015 abgeschlossen werden. Neben dem Aufbau der Fahrleitung wurde die Strecke auch umfassend modernisiert. Alle Bahnhöfe und Haltepunkte in diesem Abschnitt erhielten neue, barrierefrei zugängliche Bahnsteige mit einer Nutzlänge von 90 Metern. Seit Dezember 2015 sollten die bisher in Šumperk endenden Reisezüge von Olomouc bis Kouty nad Desnou durchgebunden werden. Zum Einsatz sollen moderne, niederflurige elektrische Triebzüge der ČD-Baureihe 640 kommen. Übergangsweise verkehren jedoch bis Dezember 2016 eine von Regiojet an Arriva vermietete Lokomotive der ČD-Baureihe 162 und ehemalige deutsche Intercitywagen vom Typ Bimdz, daneben weiterhin Dieseltriebwagen. Zwischen Petrov nad Desnou und Sobotín werden weiterhin Dieseltriebwagen verkehren.